# Eupithecia dormita
Eupithecia dormita là một loài bướm đêm trong họ Geometridae.